# ドレッドノート (原子力潜水艦)
ドレッドノート（英語: HMS Dreadnought、S101）は、イギリス海軍初の攻撃型原子力潜水艦である。同名のイギリス軍艦としては7代目にあたる。バロー・イン・ファーネスのヴィッカース・アームストロング造船所で建造された。

## 建造まで
イギリス海軍は1946年から、艦船用の原子力推進機関の設計について研究を行っていたが、1952年10月にはその研究の凍結が決定された。第二次世界大戦後のイギリス海軍は、潜水艦の水中航続力の改善策として、旧ドイツ海軍から接収したヴァルター機関に着目し、その研究を進めていたためであるが、ヴァルター機関による非大気依存推進の研究開発は思わしい進展を見なかった。他方、アメリカ海軍は1955年、世界初の原子力潜水艦ノーチラスを竣工させた。後日、ノーチラスは、第二次大戦を通じて卓越した技量を獲得していたはずのイギリス海軍対潜水艦戦部隊との演習に参加し、原子力潜水艦の優越性を発揮して見せた。イギリス海軍当局は原子力潜水艦の有用性を認め、第一海軍卿ルイス・マウントバッテン伯と潜水艦隊司令官サー・ウィルフレッド・ウッズの主導のもと、原子力潜水艦を建造する計画がたてられた。
当初の計画は設計から建造までを全てイギリスが行うというものであったが、先行するアメリカの技術を取り入れ、アメリカの原子力技術を利用することで、大幅に時間が切り詰められた。マウントバッテン卿と当時のアメリカ海軍作戦部長のアーレイ・バークとの良好な関係は、アメリカからの助力を得ることを容易にした。このことは、当時のアメリカ海軍における核動力プログラムの責任者であったハイマン・リッコーヴァー少将の反対にもかかわらず進められた。リッコーヴァーはいかなる技術移転にも反対であり、マウントバッテン卿がノーチラスを視察するのを拒んだほどであった。しかし、それも1956年のイギリス訪問までのことであり、リッコーヴァーは反対意見を取り下げた。リッコーヴァーはスケート級に搭載されたS3W型原子炉の提供を望んだが、マウントバッテン卿は自身の影響力を行使し、スキップジャック級の完全な機関部 (S5W型原子炉を含む) に関する技術情報を入手した。この技術情報をもとに建造されたことから、この機関部は「アメリカ区画」 (American sector) と通称されたが、事実上スキップジャック級の後部船体そのものであるといって差し支えない。エレクトリック・ボート社の協力を得たことで、船殻形状と建造実務において影響が見られるものの、機関部を除く船殻と戦闘システムの設計はイギリス自身の手によるものである。
ドレッドノートは1959年6月12日に起工され、女王エリザベス2世の臨席のもと、1960年10月21日のトラファルガー記念日に進水した。1962年12月には原子炉が初の臨界に達し、1963年1月10日にはラムスデン・ドックにて初の潜航を実施した。1963年4月17日に就役し、最初期の原子力潜水艦の1隻となった。

## 船体と設計
上述のように、ドレッドノートは同時期のアメリカ海軍のスキップジャック級の強い影響下にあるということができるが、相違点も少なくない。実験潜水艦アルバコアで実証された涙滴型船殻を全面的に採用したスキップジャック級に対し、ドレッドノートは抹香鯨型と呼ばれる特有の船型を採用している。また、両者とも同じ様に単殻複殻を併用した構造を採用したが、原子炉区画を除きほぼ全面的に単殻式構造を採ったスキップジャック級に比較して、ドレッドノートは複殻構造部分の比率が高く、安全性に対する余裕が見込まれているあたりが特徴的である。
艦首区画には2001型ソナーの円筒型トランデューサーが装備され、その周囲に6門の魚雷発射管が設置された。これらは、以後のイギリス原潜の標準的なレイアウトとなったものである。潜舵は折畳み式とし、主船体艦首水線上に装備されている。当初から氷海での行動を前提に潜水艦用慣性航法装置 (SINS) を備え、おそらくアメリカ艦に倣った装備 (船体とセイルの氷海行動向け強化構造、乗員の人数分の非常用酸素供給装置の搭載等) を備える。後日改装により音響要撃受信機2019型 PARISを装備。
後述の1965年の改修を含め、建造期間中から、高張力鋼の加工技術、品質、およびメンテナンスにはしばしば問題が見られ、竣工から就役までの遅れにつながった。

## 就役履歴
1960年代半ば、ドレッドノートはヴァージニア州ノーフォーク、バミューダ、ロッテルダム、キールといった多くの都市に寄港した。ジブラルタルには1965年から1967年にかけて毎年寄港し、1967年9月19日にはロスサイスを出港し、シンガポールに向けて高速航行試験を兼ねた航海を行った。この航海において、ドレッドノートは、4,640マイルの水上航走と26,545マイルの潜航を行った。
ドレッドノートは多種多様な任務に従事した。その中には、1967年6月24日、難破し漂流中のドイツ船エスベルガー・ヒェミスト (Essberger Chemist) を沈めるというものもあった。3発の魚雷が船腹に命中したが、とどめを刺したのは、駆逐艦ソールスベリー (HMS Salisbury) の砲撃によって船倉に開けられた破孔であった。
ドレッドノートは総じて信頼のおける艦として、乗員からは好ましく見られていたが、1965年9月22日には、耐圧隔壁に亀裂が見つかったことから、活動停止に追い込まれ、改修工事が行われた (艦隊に復帰したのは1966年2月2日)。1968年5月から1970年9月10日まで、母港ロシスにおいて、炉心交換とバラストタンク弁の静粛化を含む大規模な改修工事が施された。この改修工事において、ドレッドノートの原子炉の炉心はPWR1コア A に換装された。
1971年3月3日、ドレッドノートはイギリス潜水艦としては初めて北極点に浮上した。1973年には、イギリス海軍初の年次展開に参加し、戦闘艦・補助艦を含む戦闘群の一員として、戦闘能力を維持するための長期展開を行い、世界へプレゼンスを示した。
1977年には、アラクリティ (HMS Alacrity, F174) およびフィービ (HMS Phoebe, F42) とともに南西大西洋に展開し、アルゼンチンによるフォークランド諸島への侵攻の抑止にあたった。

## 歴史的評価
1980年12月、ドレッドノートは、原子炉の2次冷却水漏出事故を起こした。このことがきっかけとなり、ドレッドノートは解役された。2004年現在、ロサイスの海軍工廠にて、船体が帯びた放射能が消失するまで、無期限の保管中である。核燃料は既に除去され、利用可能なそのほかの装備も既に撤去されている。
ドレッドノートは、イギリス海軍初の原子力潜水艦として、貴重な運用上のノウハウの蓄積をもたらしたが、母体であるスキップジャック級と同様に水中雑音はきわめて大きく、原型艦としての性格を脱することはなかった。乗員からは好ましく扱われたとはいえ、高張力鋼製の船殻や耐圧隔壁の亀裂、管系のトラブルに悩まされ、客観的に見れば、必ずしも優れた性能や運用実績を残したわけではなかった。
ドレッドノートの建造と並行して、ロールス・ロイス海洋動力機関は英国原子力公社と、海軍の研究施設HMSヴァルカン (HMS Vulcan、ドーンレイ) で完全にイギリス産の核動力推進システムを開発した。1960年8月31日にヴィッカーズ・アームストロング造船所に発注されたイギリスで2番目の原子力潜水艦ヴァリアント (HMS Valiant, S102)には、この核動力推進システム、すなわちPWR1型加圧水型原子炉を中心とする原子力ギアード・タービン機関が搭載され、初の純イギリス産原子力潜水艦の誕生となった。
イギリスが実用水準の原子力潜水艦を獲得したのは、次代のヴァリアント級およびその準同型であるチャーチル級からであった。ドレッドノートは、イギリスにおける原子力潜水艦隊の創成から今日に至るための礎石だったのである。